# Возвращение земель и населения Императору
Возвращение земель и населения Императору (яп. 版籍奉還, はんせきほうかん хансэки хо:кан) — административно-политическая реформа Императорского правительства Японии времён реставрации Мэйдзи, ставившая целью централизацию и унитаризацию страны. Проведена 25 июля 1869 года. Заключалась в возвращении Императору Японии и его правительству власти над землями и населением автономных ханов страны.

## История
11 июня 1868 года Императорское правительство, которое образовалось после ликвидации сёгуната Токугава, установило новое административное деление страны. Согласно с указом, Япония разделялась на 33 префектуры, которые непосредственно зависели от правительства, и 277 ханов, которые были небольшими автономными уделами. Первые пребывали под прямым контролем правительственных государственных служащих, а вторые — под властью полу-независимых феодалов даймё. Две трети всей территории страны было в составе ханов.
Неэффективность нового административного деления, оставившего пережитки предыдущей эпохи, доказала гражданская война 1868—1869 годов. Она истощила государственный бюджет, который пополнялся исключительно за счёт префектур, и развалила самостоятельные финансовые системы ханов. Чтобы найти дополнительные источники для финансирования армии, правительство вынуждено было стать на путь унитаризации страны: переподчинить себе земли и население ханов, чтобы получать с них прибыль. С другой стороны, правители ханов по собственной воле стремились вернуть свои владения правительству, чтобы избежать ответственности за социально-экономические трудности, вызванные их правлением.
В декабре 1868 года правитель Химэдзи-хана Сакаи Тадакуни первым обратился к правительству с предложением вернуть свои владения и население Императору. Однако группа министров во главе с Кидо Такаёси и Окубо Тосимити, которые инициировали в правительстве идею передачи земель, отказали ему. Последние срочно обратились к правителям других ханов — Симадзу Тадаёси из Сацума-хана, Мори Такатики из Тёсю-хана, Ямаути Тоёсигэ из Тоса-хана и Набэсиме Наохиро из Сага-хана — чтобы те первыми вернули свои владения Императору и показали пример другим. 3 марта 1869 года эти четыре правителя вместе подали Императору прошение принять их земли и подданных. По примеру четвёрки так же поступили руководители остальных ханов. 25 июля 1869 года Император Мэйдзи официально принял их просьбы, формально взяв на себя непосредственный контроль над всей территорией и жителями страны.
Реформа по возвращению земель и населения усиливала позиции центрального Императорского правительства. Бывшие правители ханов становились государственными служащими и назначались на должности руководителей этих самых ханов. Доход ханов и доход руководителей разделялся. Последние получали только одну десятую часть дохода хана, которая считалась государственной платой. Бывшие вассалы правителей становились чиновниками региональных администраций, зависимых от центрального правительства, а не руководителя хана. Они также содержались государством, хотя их зарплата была сильно урезана. Остальной доход с хана получало центральное правительство. В результате реформы отношения «господина—слуги» между бывшим правителем и его подданными — самураями, крестьянами, ремесленниками и торговцами — исчезли. Это дало возможность правительству провести социальные реформы, направленные на ликвидацию старой сословной системы и образование новой.
Однако возвращение земель и населения Императору не решило основного задания: унитарности Японии достигнуто не было. Новоназначенные руководители ханов де-факто оставляли за собой право собирать налоги и созывать войско на подконтрольных землях. Существование региональных чиновников было препятствием на пути централизации системы управления. Это породило необходимость новой реформы — ликвидации ханов и основания префектур.